# Siega Verde
Siega Verde é uma jazida de arte rupestre ao ar livre, localizada na província de Salamanca, na Espanha, na qual se destacam 90 painéis com representações do paleolítico, oficializada como Patrimônio Cultural da Humanidade pela Unesco.